# Julie Bordeau
Julie Bordeau (1º gennaio 1987) è un'ex sciatrice alpina francese.

## Biografia
Originaria di Morzine e attiva in gare FIS dal dicembre del 2002, in Coppa Europa la Bordeau esordì il 5 gennaio 2004 a Tignes in supergigante (50ª) e ottenne come migliori piazzamenti due decimi posti in slalom speciale. In Coppa del Mondo disputò una sola gara, lo slalom speciale di Maribor del 17 gennaio 2010, senza qualificarsi per la seconda manche. Disputò la sua ultima gara in Coppa Europa il 13 marzo 2011, lo slalom speciale di Formigal dove si classificò 14ª, e si ritirò durante la stagione 2011-2012: la sua ultima gara fu uno slalom gigante universitario disputato il 23 febbraio a Bridger Bowl e chiuso dalla Bordeau al 2º posto. In carriera non prese parte a rassegne olimpiche o iridate.

## Palmarès

### Coppa Europa
- Miglior piazzamento in classifica generale: 54ª nel 2010

### Campionati francesi
- 1 medaglia:
  - 1 bronzo (slalom speciale nel 2008)